# Cesare Gherardi
Cesare Gherardi (Fossato di Vico, 1577 - Roma, 30 de setembro de 1623) foi um cardeal do século XVII

## Biografia
Nasceu em Fossato di Vico em 1577. De uma família originária de Perugia. Filho mais velho de Ludovico di Gherardo, doutor em direito, e Silvestra di David.
Estudou na Universidade de Perugia; e na Universidade de Fermo, onde obteve o doutorado in utroque iure , direito canônico e civil, em 27 de junho de 1602.
Logo após a formatura, ele se tornou um leitor de direito canônico na Universidade de Perugia. Em 19 de junho de 1603, obteve a cadeira de direito civil naquela universidade, que ocupou até 1611. Como seu pai, recebeu a cidadania honorária de Perugia. Em 1612, mudou-se de Perugia para Fermo, onde ocupou a cadeira de direito canônico em sua universidade até 1618. Em seguida, foi para Roma e apresentou seu nome ao cardeal Scipione Caffarelli-Borghese, que precisava de um auditor; ele obteve o posto e imediatamente recebeu o presbitério.
1618, Roma. Cânone da basílica patriarcal liberiana em 1618. Cânone da basílica patriarcal vaticana, 21 de abril de 1619. Referendário dos Tribunais da Assinatura Apostólica de Justiça e da Graça, 12 de junho de 1619. Mais tarde, tornou-se prelado da Sagrada Consulta.
Criado cardeal sacerdote no consistório de 11 de janeiro de 1621. Recebeu o barrete vermelho em 14 de janeiro de 1621. Participou do conclave de 1621, que elegeu o Papa Gregório XV. Recebeu o título de S. Pietro in Montorio, em 3 de março de 1621. Como seu patrimônio era um pouco inferior ao de um cardeal, ele foi premiado com o bispado de Camerino.
Eleito bispo de Camerino, em 2 de maio de 1622. Consagrado, em 22 de maio de 1622, basílica patriarcal da Libéria, Roma, pelo cardeal Scipione Caffarelli-Borghese, auxiliado por Raffaele Inviziati, bispo de Zante, e por Cesare Ventimilia, bispo de Terracina. Foi visitar a sua diocese promovendo a restauração da catedral, que dotou de preciosos paramentos e de um púlpito. Participou do conclave de 1623, que elegeu o Papa Urbano VIII; em 4 de agosto, teve que deixar o conclave por ter contraído malária; o novo papa foi eleito dois dias depois. Em 19 de setembro de 1623, ele fez seu testamento e deixou 1.500 escudosa seu sobrinho Giovanni Battista. Ele foi capaz de apoiar os Borghese sem criar inimigos entre seus oponentes e administrar com parcimônia sua renda, mantendo o estilo de vida acadêmico. Ele tentou expandir seu interesse pela história e arqueologia de sua terra natal.
Morreu em Roma em 30 de setembro de 1623. Sepultado na igreja de S. Francisco a Ripa, onde foi erguido um modesto monumento com a sua efígie pintada numa tela e as armas da família. Existem inscrições em sua homenagem no palácio da Universidade de Fermo e na casa onde nasceu em Fossato di Vico.